# Batalla del Lago Curcio
La batalla del Lago Curcio tuvo lugar en los primeros años del reinado del primer rey de Roma, Rómulo, entre el ejército romano dirigido por el mismo monarca y los sabinos de Tito Tacio. Según la leyenda, al final de la batalla los dos pueblos resultaron unidos en una misma comunidad.

## Historia
Una vez que los romanos fundaron la ciudad en el Monte Palatino, comenzó a crecer, con el fin de aparecer de acuerdo a Tito Livio "lo suficientemente potente como para competir militarmente con las ciudades de los alrededores." Dado que las mujeres eran escasas, esta potencia estaba destinada a no durar más que una generación, si los romanos no encontraban suficientes esposas con las que procrear niños nuevos a la ciudad.

...Rómulo envió embajadores a las ciudades vecinas para celebrar tratados de alianza con estos pueblos y promover la unión de los nuevos matrimonios. [...] Las embajadas no fueron bien recibidas en ninguna parte, ya que sentían desprecio y temor a la vez por su presencia, que constituía una amenaza para ellos y sus sucesores, cada vez más precisa.
Tito Livio, Ab Urbe condita libri, I, 9.

La juventud romana acogió con resentimiento las noticias de las embajadas, por lo que muchos fueron partidarios de usar la fuerza. Rómulo decidió, sin embargo, ocultar su resentimiento y organizar unos juegos solemnes en honor de Neptuno, a los que llamó Consualia. Luego, pidió a sus hombres que llevaran invitaciones a las ciudades vecinas de Caenina, Antemnae, Crustumenium y a los sabinos, que vivían cerca de la colina del Quirinal.

El espectáculo comenzó, y cuando acaparaba toda la atención, se lanzó el ataque, según el plan convenido. A una señal, los jóvenes romanos comenzaron a correr para secuestrar a las muchachas. La mayor parte de los secuestros se hicieron al azar de los encuentros. Las más bellas se destinaron a los senadores más importantes...
Tito Livio, Ab Urbe condita libri, I, 9.

Después del espectáculo los padres de las chicas huyeron, acusando a los romanos de haber roto el pacto de hospitalidad·. Rómulo fue capaz de apaciguar los ánimos de las muchachas y, con el paso del tiempo, parece que la ira de ellas fue desapareciendo, gracias al cuidado y la pasión con la que los romanos las trataron en los días siguientes.
De los pueblos que habían sufrido la indignidad, los primeros vencidos fueron los de Caenina, que fueron conquistados por los romanos·. Luego fue el turno de los antemnati y los crustumini. Ahora sólo faltaban los sabinos.

### La batalla
El último ataque llevado a cabo sobre Roma fue el de los sabinos. En el curso del ataque, se cuenta que la virgen vestal, Tarpeya, hija del comandante de la fortaleza Spurius Tarpeius, fue corrompida por el oro de Tito Tacio, y facilitó la entrada a la ciudadela fortificada del Capitolio a un escuadrón armado, bajo cualquier pretexto. La ocupación de la fortaleza por los sabinos llevó a los dos ejércitos a reunirse al pie de las dos colinas,  Capitolio y Palatino, justo donde más tarde se colocó el Foro Romano), mientras que los comandantes de ambas partes exhortaban a sus soldados a luchar: Mezio Curzio por los sabinos y Hostus Hostilius por los romanos. El campo de batalla estaba rodeado por numerosas colinas, y no ofrecía vías de escape. Hay que añadir que en aquellos días, las fuertes lluvias habían desbordado el río, sacándolo de su cauce y dejando un barro espeso, estancada, no fácilmente visible ni evitable, sino peligroso e insidioso.
Plutarco cuentan algunos sucesos curiosos en el curso de la batalla:
- El comandante sabino, Mezio Curzio, un hombre de coraje altivo, que se encontraba a caballo, lejos de su ejército, logró escapar, de milagro  luego que su caballo fuera tragado por un limo oscuro de ese lugar, que en virtud de este suceso fue llamado Lago Curcio;[10]
- Hostio Hostilio cayó durante la batalla que estalló poco después, lo que obligó a las tropas romanas a replegarse cerca de la puerta del Palatino;[11]
- Rómulo, herido por una piedra en el curso de la batalla, se desvaneció cuando los sabinos tomaron ventaja y comenzaron a llegar a la falda del Palatino;[12] a continuación, recuperado de las heridas, invocó a Júpiter y le prometió, en caso de victoria, la construcción de un templo, dedicado a él (Templo de Júpiter Stator,cerca del foro romano); Después, se arrojó en medio de la batalla, y organizó un contraataque sobre los lugares donde, unos años más tarde, se alzarían la denominada Regia, y el Templo de Vesta, pero los romanos llevaban las de perder frente a los sabinos[13]·.[14]

Fue en este momento cuando las sabinas, que habían sido secuestradas con anterioridad por los romanos, se lanzaron bajo una lluvia de proyectiles entre las facciones opuestas, para separar a los contendientes y aplacar sus iras.

Ellas suplicaron por un lado a sus maridos (los romanos), y por otro a sus padres (los sabinos), que no cometieran un crimen horrible, con la sangre de un yerno o de un suegro para no manchar con la muerte de sus ancestros a los niños que ellas habían dado al mundo, los hijos y nietos de ellos.
Tito Livio, Ab Urbe condita libri, I, 13.

### Consecuencias
Con este gesto, ambos bandos eligieron firmar un tratado de paz, declarar la unión entre los dos pueblos, asociar sus reinos, y transferir el poder de decisión a Roma. La ciudad vio así duplicada su población. Tito Livio cuenta que, para cumplir con los sabinos, los romanos tomaron el nombre de Quiritas, de la ciudad de Cures, mientras que el lago cercano, en la vecindad del foro romano, fue nombrado en memoria de la batalla y el comandante sabino Mezio Curzio, como Lago Curcio.